# Hälsa dem därhemma
Hälsa dem därhemma (dansk originaltitel: Hils fra mig derhjemme) är en revyvisa med musik av Elith Worsing och text av Ludvig Brandstrup från 1922.
Sången framfördes i Tivoli-Revyen 1922 av Axel Boesen. Boesen spelade in den till orkesterackompanjemang den 4 maj samma år på två akustiska 78-varvare HMV X 1510 och HMV AL 803.
Den svenska texten skrevs av Charles Bengtsson och sången spelades in på 78-varvare (Sonora 7386) av sångaren Bertil Boo till Georg Enders orkester 1948. Yngve Stoor med orkester sjöng in sången på  julskivan Sonora 7985 från 1957. Anna-Lisa Öst sjöng in sången på LP-skiva (Cupol CLP 32/30). Göingeflickorna har också gjort en insjungning på ett julalbum.
En inspelning av Trio me' Bumba låg på Svensktoppen i fem veckor under perioden 23 december 1973-20 januari 1974. Trio me' Bumbas version gavs även den ut på ett julalbum, Julekväll från 1973 (återutgivet 2002).